# يوحنا هاريسون
يوحنا هاريسون (بالإنجليزية: John Harrison)‏ (7 يونيو 1961 بيورك في المملكة المتحدة - ) هو لاعب كرة قدم بريطاني في مركز الدفاع. لعب مع نادي يورك سيتي.